# Doryporella armata
Doryporella armata är en mossdjursart som beskrevs av Gontar 1993. Doryporella armata ingår i släktet Doryporella och familjen Doryporellidae. Inga underarter finns listade i Catalogue of Life.